# Lenny (gitár)
„Lenny” a beceneve annak az 1965-ös paliszander fogólapos Fender Stratocaster elektromos gitárnak, melyet minden idők egyik legnagyobb bluesgitárosa, Stevie Ray Vaughan használt. 2007. december 12-én a Fender megjelentet egy limitált kiadású tribute sorozatot, melyet a Fender Custom Shop készített.
A gitártest színe eredetileg három tónusú sunburst volt, melyet lecsiszoltak, majd egy mahagóni színű lakkal vonták be. A húrláb alatt megfigyelhető fafaragás nem más, mint egy régi 1910-es mandolin előlapja. A húrláb, valamint a hevedertartó nem eredeti Fender-gyártmány. A nyakrögzítő csavarozáson található krómlapba Stevie belevéste nevét.

## Története
Stevie 1980. október 3-án, 26. születésnapjára kapta az akkor már használt hangszert feleségétől, melyet később róla, Lenora Vaughanról nevezett el Lennynek.
A gitár egy texasi zálogházból származik és 350 dollárba került, amennyi azonban nem volt a feleségnek, így felhívta hét barátjukat, akik fejenként 50 dollárral támogatták a neves blueszenész ajándékát. A gitárt végül egy austini nightclubban adták át. Stevie aznap egész éjjel fennvolt és írt egy dalt feleségéhez az új gitáron, amit reggel az ágy szélén ülve el is játszott neki. A dal címe Lenny.
Nem sokkal később Stevie kapott ajándékba egy jávorfa gitárnyakat barátjától, Billy F. Gibbonstól, a ZZ Top gitárosától. Miután Stevie kicserélte Lenny nyakát az ajándékba kapottra, a fej felső része letört, de sikerült visszaragasztani; a repedés a mai napig jól látható.
1985-ben a híres baseball játékos, Mickey Mantle aláírta a gitár hátulját, mely a mai napig látszik. 2004. június 24-én a Christie's aukcióján Lenny-t elárverezték. A hangszert Guitar Center hangszerüzletlánc vette meg 623 500 dollárért, amit Eric Clapton Crossroads Centre Antigua nevű drogellenes alapítványa kapott.